# 66 aC

## Esdeveniments

### República Romana
- Marc Emili Lèpid i Luci Volcaci Tul·le són cònsols.
- Luci Sergi Catilina és acusat de conspirar contra la república Romana.
- Es trenca l'aliança entreMitridates VI i Tigranes II.
- Batalla de les Lycus - Pompeu doorat a Mitridates VI posant fi així a la Tercera Guerra Mitridàtica.
- Ciceró esdevé pretor a Sicília.

## Necrològiques
- Gai Licini Macer, analista i historiador romà.